# Smith & Wesson Bodyguard .380
Le Smith & Wesson  Bodyguard  .380 est un pistolet semi-automatique léger et compact, conçu par Smith & Wesson comme une arme de police et de défense personnelle.

## Culture populaire
Ces pistolets à l’aspect ultramoderne sont utilisés dans quelques séries télévisées américaines des années 2010. Ainsi, il est visible dans la cinquième saison de Burn Notice.